# August Stauda

August Stauda

August Stauda (* 19. Juli 1861 in Schurz, Böhmen; † 8. Juli 1928 in Wien) war einer der führenden Wiener Architekturfotografen der sich als Stadtfotograf und Dokumentarist des „alten Wiens“ besonders profilierte.

## Leben und Wirken

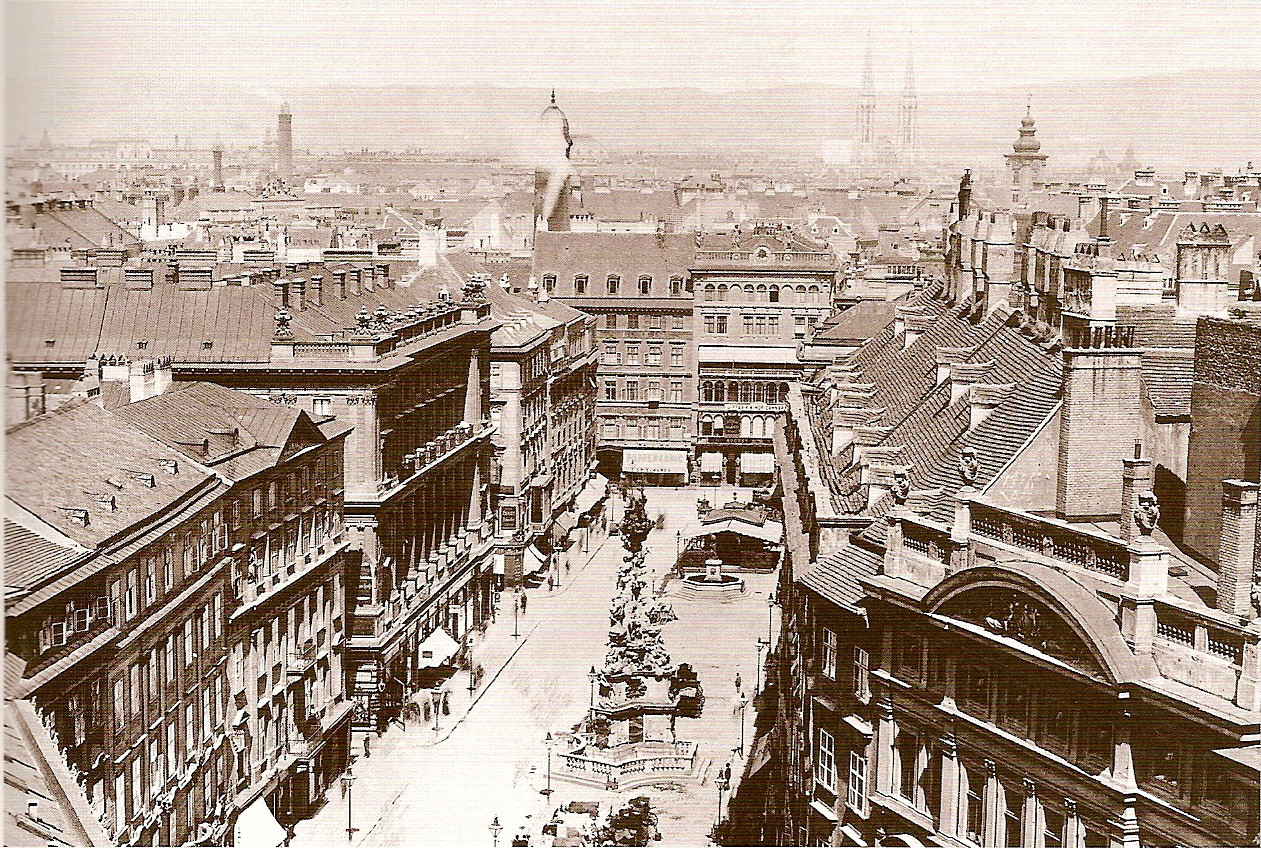
Der Wiener Graben, fotografiert von August Stauda um 1890

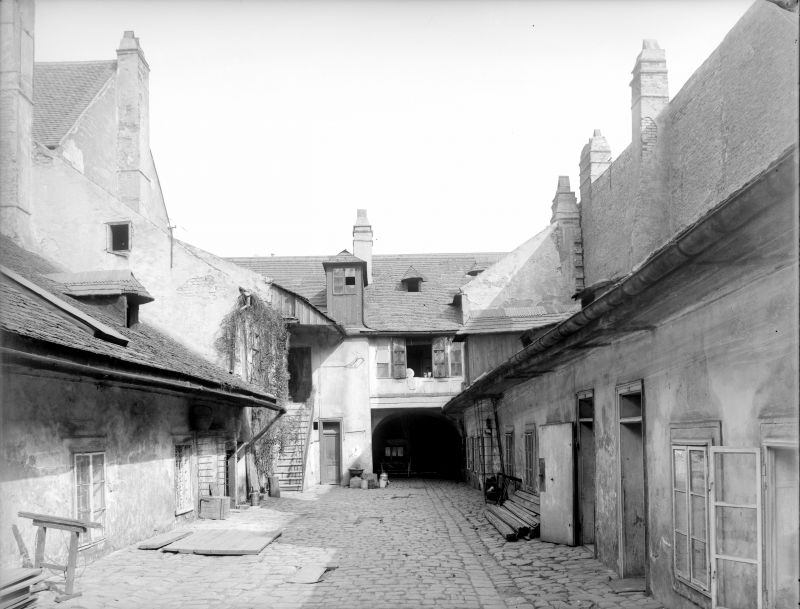
1908: Innenhof der – damaligen – Neubaugasse 33 in Wien, später ein Sitz des Spielzeug-Herstellers Emil Pfeiffer;
Foto Stauda

Stauda absolvierte zunächst eine Lehre als Kommis in Trautenau, arbeitete als solcher in Pilsen und kam 1882 nach zur Ableistung des Militärdienstes nach Wien. Hier lernte er das Handwerk der Fotografie bei seinem Onkel, dem Stadt- und Porträtfotograf Johann Evangelista Stauda und eröffnete 1885 sein eigenes Atelier in der Schleifmühlgasse 5 im 4. Wiener Gemeindebezirk Wieden (an der heutigen Adresse der Galerie Kargl). Ab 1913 war er ein beeideter Sachverständiger. Während des Ersten Weltkrieges musste er Konkurs anmelden. Stauda war verheiratet, blieb aber kinderlos.
Neben Landschaftsaufnahmen, hielt er – angeregt durch den Auftrag des Denkmal- und Heimatschützers Graf Karl Lanckoronski-Brzezie – das „alte Wien“ in mehr als 3.000 Fotografien fest. Sein Interesse galt vor allem jenen Stadtteilen, die um die Jahrhundertwende erhebliche städtebauliche Veränderungen erfuhren, insbesondere Teilen des 2., 3. und 9. Bezirks. Während das damalige Erscheinungsbild der Innenstadt auch heute wiederzuerkennen ist, zeigen etwa die zeitgenössischen Bilder der Mariahilfer Straße oder der Neulerchenfelder Straße, wie die Zeitläufte auch die Stadt verändert haben. 
Knapp dreitausend Negative und Abzüge seiner Bilder von Wien befinden sich heute in der Österreichischen Nationalbibliothek in Wien. Fast gleich groß ist der Bestand der Abzüge im Besitz des Wien Museums, das dem lange Zeit fast vergessenen Stadtfotografen 2006 eine umfassende Werkschau widmete.
Weitere große Bestände von Stauda befinden sich in der grafischen Sammlung der Albertina, im Archiv der Bundespolizeidirektion Wien sowie im Historischen Museum der Stadt Krakau.
Er wurde am Wiener Zentralfriedhof bestattet.